# Zuma (album)
Zuma je sedmé studiové album kanadského hudebníka Neila Younga, vydané v listopadu 1975 u vydavatelství Reprise Records. Nahrávání probíhalo od června předchozího roku do srpna 1975 a o produkci se spolu s Youngem starali David Briggs a Tim Mulligan. Jde o Youngovo druhé album se skupinou Crazy Horse, první s kytaristou Frankem Sampedrem, který nahradil zesnulého Dannyho Whittena.

## Seznam skladeb
Autorem všech skladeb je Neil Young.
| Pořadí | Název              | Délka |
| ------ | ------------------ | ----- |
| 1.     | Don't Cry No Tears | 2:34  |
| 2.     | Danger Bird        | 6:54  |
| 3.     | Pardon My Heart    | 3:49  |
| 4.     | Lookin' for a Love | 3:17  |
| 5.     | Barstool Blues     | 3:02  |
| 6.     | Stupid Girl        | 3:13  |
| 7.     | Drive Back         | 3:32  |
| 8.     | Cortez the Killer  | 7:29  |
| 9.     | Through My Sails   | 2:41  |

## Obsazení
- Neil Young – kytara, zpěv
- Frank Sampedro – kytara
- Billy Talbot – baskytara, zpěv
- Ralph Molina – bicí, zpěv
- Tim Drummond – baskytara v „Pardon My Heart“
- David Crosby – zpěv v „Through My Sails“
- Stephen Stills – baskytara a zpěv v „Through My Sails“
- Graham Nash – zpěv v „Through My Sails“
- Russ Kunkel – konga v „Through My Sails“